# توماش پوشتولکا
توماش پوشتولکا (چکی: Tomáš Poštulka؛ زادهٔ ۲ فوریهٔ ۱۹۷۴) بازیکن فوتبال اهل جمهوری چک بود.
از باشگاه‌هایی که در آن بازی کرده‌است می‌توان به باشگاه فوتبال ویکتوریا پلزن، دوکلا پراگ، باشگاه فوتبال اسپارتا پراگ، باشگاه فوتبال هرادتس کرالووه، و باشگاه فوتبال تپلیس اشاره کرد.
وی همچنین در تیم‌های ملی فوتبال زیر ۲۱ سال جمهوری چک و جمهوری چک بازی کرده‌است.